# Département de Keur Massar
Le département de Keur Massar est le 46e département du Sénégal et le 5e département de la région de Dakar. Instauré en mai 2021, il est situé à l'ouest du pays, dans la presqu'île du Cap-Vert. Son chef-lieu est la ville de Keur Massar Nord. 

## Géographie
Le département est bordé au nord par l'Océan Atlantique et est limitrophe de trois départements de la Région de Dakar.
| Guédiawaye | Océan Atlantique |          |
| Pikine     | Keur Massar      | Rufisque |
|            | Pikine           |          |

## Histoire
Le département de Keur Massar est créé en mai 2021 par démembrement du département de Pikine, il constitue le 5e de la région de Dakar. Depuis mai 2021, l'arrondissement des Niayes est séparé de la ville de Pikine par le décret n° 2021-687 qui institue désormais le département de Keur Massar comme 46e département du Sénégal.

## Administration
Il est dirigé  par un Conseil départemental qui compte à son actif cent (100) conseillers départementaux dont un (1) Président, quatre (4) vice-présidents et trois (3) secrétaires élus.
Le département est dirigé par M.Babacar Gueye (PUR) élu President du Conseil départemental pour un mandat de 5ans (2022-2027).
Le département est divisé en trois arrondissements et 6 communes : 
| Arrondissements  | Population | Superficie km2 | Communes                           |
| ---------------- | ---------- | -------------- | ---------------------------------- |
| Yeumbeul         | 184 638    | 9,4            | Yeumbeul Nord • Yeumbeul Sud       |
| Malika           |            |                | Keur Massar Nord • Malika          |
| Jaxaay-Parcelles |            |                | Keur Massar Sud • Jaxaay-Parcelles |

## Population
En 2023, la population du département est estimée à 759 849 habitants.

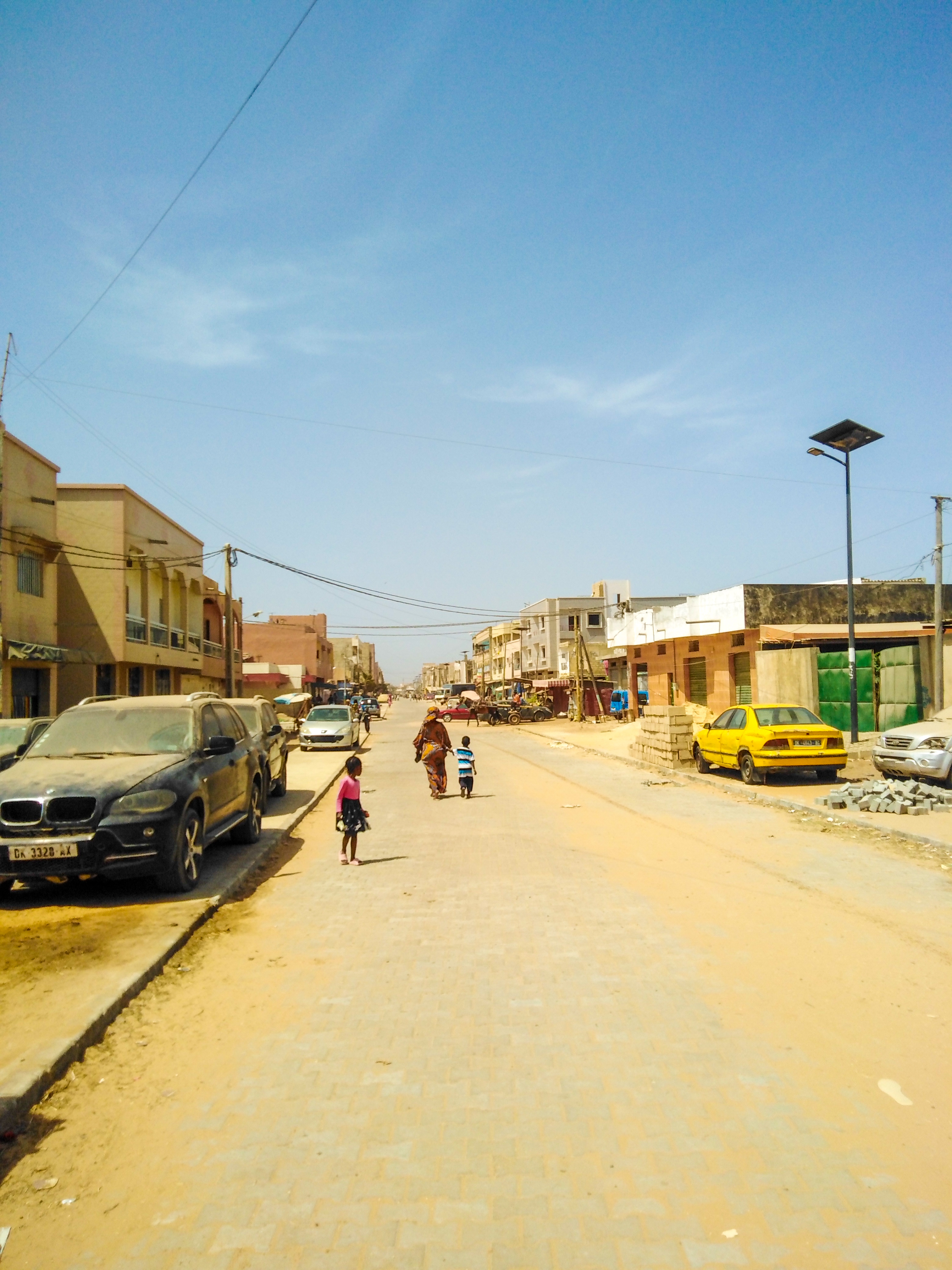
Rue de Keur Massar

## Économie
L’économie du département tourne autour du commerce de l’élevage et de l’agriculture...
Keur Massar compte actuellement plus de quinze grand marchés, trois centres commerciaux, des marchés hebdomadaires etc...
Les activités avicoles sont très intenses dans le département grâce à l’usine de la SEDIMA et les milliers de poulaillers qui y existent un peu partout.
Le maraichage est la base de l’agriculture. Sa position centrale entre les départements de Rufisque, Pikine et Guédiawaye fait de Keur Massar, un important pole d’échanges de tous produits d’élevage et d’agriculture. 
D'ailleurs l'un des plus grands parcs à bétail de la région Dakar se situe dans le département de Keur massar  où on note de très fortes attractions au quotidien mais encore plus à l'occasion de l'approche de la fête de la Tabaski durant laquelle des milliers de clients viennent de presque partout.